# Dostrzegacz Nadwiślański
Dostrzegacz Nadwiślański (jid. דער בעאבאַכטער אן דער װײכסעל, Der Beobakter an der Wejksel) – pierwsze czasopismo żydowskie wydawane na ziemiach polskich, ukazujące się w Warszawie między 3 grudnia 1823 a 29 listopada 1824 roku w nakładzie 150 egzemplarzy. 
Założony przez Antoniego Eisenbauma „Dostrzegacz” był tygodnikiem dwujęzycznym (układ strony był podzielony na dwie równoległe części, pisane w jidysz i języku polskim, o niemal identycznych treściach). 
Materiały dzieliły się z grubsza na sześć działów: wiadomości krajowe, zagraniczne i handlowe, działy rozmaitości, artykułów nadesłanych oraz doniesień. Czasopismo miało zdecydowanie oświeceniowy charakter. Na jego łamach umieszczano również informacje o nowych odkryciach i wynalazkach, życiu gospodarczym i życiorysach sławnych Żydów. Egzemplarze „Dostrzegacza” są obfitym źródłem informacji na temat życia żydowskiego w pierwszych dekadach XIX wieku.